# Hamiltonian (mecanică cuantică)
În mecanica cuantică, Hamiltonianul (H) este operatorul corespunzător energiei totale a sistemului. Spectrul lui este un set de rezultate posibile, atunci când este măsurată energia totală a sistemului. Hamiltonianul este de o importanță fundamentală în cele mai multe formulări din teoria cuantică, datorită relației de evoluție în timp a unui sistem.

## Introducere
Prin analogie cu mecanica clasică, Hamiltonianul este exprimat ca o sumă de operatori corespunzând energiei cinetice și energiei potențiale ale unui sistem, scris sub forma:
{\displaystyle {\mathcal {H}}=T+V}
De notat că operatorul V este de această dată o funcție de spatiu și timp, adică, V(r,t). S-a păstrat totuși notația clasică datorită simplități ei. Operatorul T corespunde energiei cinetice și este construit prin analogie cu formula clasică:
{\displaystyle T={\frac {p^{2}}{2m}}}
Schrödinger a construit operatorul moment folosind substituția:
{\displaystyle p\rightarrow -i\hbar \nabla }
unde {\displaystyle \nabla } este operatorul gradient, i unitatea imaginară, iar {\displaystyle \hbar } este constanta lui Planck redusă. Combinând toate acestea cu termenul potențial, obținem:
{\displaystyle \mathbf {H} =-{\frac {\hbar ^{2}}{2m}}\nabla ^{2}+V(\mathbf {r} ,t)}
care ne permite să aplicăm Hamiltonianul sistemelor descrise de funcția de undă {\displaystyle \Psi (\mathbf {r} ,t)}.
Aceasta este aproximația uzuală folosită în introducerea din mecanica cuantică, când se folosește formalismul undelor mecanice al lui Schrödinger. Totuși, în formalismul mai general al lui Dirac, Hamiltonianul este implementat ca un operator din spațiul Hilbert la modul următor:
Vectorii proprii ai lui H, notați prin {\displaystyle \left|a\right\rangle }, furnizează o bază ortonormată pentru spațul Hilbert. Spectrul nivelelor energetice admise ale unui sistem este dat de un set de valori proprii, notate {Ea}, care rezolvă ecuația:
{\displaystyle H\left|a\right\rangle =E_{a}\left|a\right\rangle }.
Deoarece H este un operator Hermitian, energia sa va fi întotdeauna un număr real.
Din punct de vedere riguros matematic, presupunerile de mai sus trebuiesc verificate cu grijă. Operatorii din spațiul Hilbert infinit-dimensional nu au nevoie de valori proprii (deoarece setul de valori proprii nu coincid in mod necesar cu spectrul unui operator). Totuși, toate calculele din mecanica cuantică pot fi făcute folosind formularea fizică.

## Ecuația Schrödinger
Hamiltonianul generează evoluția în timp a stării cuantice. Dacă {\displaystyle \left|\psi (t)\right\rangle } este starea unui sistem la timpul t, atunci:
{\displaystyle H\left|\psi (t)\right\rangle =\mathrm {i} \hbar {\partial  \over \partial t}\left|\psi (t)\right\rangle }.
Această ecuație este cunoscută drept ecuația lui Schrödinger (ia aceeași formă cu ecuația Hamilton-Jacobi). Dându-se starea inițială la t = 0, putem integra ecuația și obținem starea sistemului la orice timp t > 0.
În particular, dacă Hamiltonianul este independent de timp, atunci, se obține ecuația:
{\displaystyle \left|\psi (t)\right\rangle =\exp \left(-{\mathrm {i} Ht \over \hbar }\right)\left|\psi (0)\right\rangle }.
Operatorul exponențal din partea dreaptă a ecuației este definit în mod uzual de seria de puteri corespunzătoare din H. Să notăm că, luând polinoame pentru operatori nemărginiți și nedefiniți peste tot, putem avea surpriza de o obține formulări matematice fără sens, mai puțin pentru seriile de puteri. În mod riguros, atunci când se folosesc funcții de operatori nemărginiți, se cere o analiză funcțională. În cazul funcției exponențiale este suficient calculul continuu, sau cel puțin calculul funcțional holomorfic.
Datorită proprietății de *-homeomorfism a calculului funcțional, operatorul
{\displaystyle U=\exp \left(-{\mathrm {i} Ht \over \hbar }\right)}
este un operator unitar. Este un operator de evoluție în timp sau propagator al unui sistem cuantic închis. Dacă Hamiltonianul este independent de timp, atunci, {U(t)} formează un grup unitar parametric (mai mult decât un semigrup); acest lucru dând o semnificație crescută principiului fizic al echilibrului detaliat.

## Degenerarea vectorului propriu al energiei, simetria și legea de conservare
În multe sisteme, două sau mai multe stări energetice au aceeași valoare a energiei. Un exemplu simplu al acestei stări de fapt este acela al unei particule libere a cărei stare energetică are funcții de undă care se propagă ca unde plane. Energia fiecărei unde plane este invers proporțională cu pătratul lungimii ei de undă. O undă care se propagă în direcția x are o stare diferită față de aceea care se propagă în direcția y, dar dacă au aceeași lungime de undă, atunci ele vor avea aceeași energie. Atunci când se întâmplă acest lucru, spunem că avem stări degenerate.
Rezultă că degenerescența apare oriunde un operator unitar netrivial U comută cu Hamiltonianul. Pentru a vedea acest lucru, să presupuneam că, {\displaystyle |a\rangle } este un vector propriu al energiei. Atunci, {\displaystyle U|a\rangle } este un vector propriu al energiei cu aceeași valoare proprie, deoarece:
{\displaystyle UH|a\rangle =UE_{a}|a\rangle =E_{a}(U|a\rangle )=H\;(U|a\rangle ).}
Deoarece U este netrivial, cel puțin o pereche {\displaystyle |a\rangle } și {\displaystyle U|a\rangle } trebuie să reprezinte stări distincte. Prin urmare, H are cel puțin o pereche de vectori proprii degenerați ai energiei. În cazul unei particule libere, operatorul unitate care produce simetria este operatorul de rotație, care rotește funcțiile de undă cu un unghi care păstrează forma lor.
Existența operatorului de simetrie implică conservarea mărimilor observabile. Fie G generatorul Hermitian al lui H:
{\displaystyle U=I-\mathrm {i} \epsilon G+O(\epsilon ^{2})\,}
Este ușor de arătat că dacă U comută cu H, același lucru îl face și G:
{\displaystyle [H,G]=0\,}
Prin urmare,
{\displaystyle {\frac {\partial }{\partial t}}\langle \psi (t)|G|\psi (t)\rangle ={\frac {1}{\mathrm {i} \hbar }}\langle \psi (t)|[G,H]|\psi (t)\rangle =0.}
Pentru a obține acest rezultat am folosit ecuația lui Schrödinger, precum și dualismul ei:
{\displaystyle \langle \psi (t)|H=-\mathrm {i} \hbar {\partial  \over \partial t}\langle \psi (t)|.}
Astfel, valoarea scontată a observabilei G este conservată pentru orice stare a sistemului. În cazul unei particule libere cantitatea care se conservă este momentul unghiular.

## Ecuațiile lui Hamilton
Ecuațiile lui Hamilton din mecanica Hamiltoniană clasică au o analogie directă în mecanica cuantică. Să presupunem că avem un set de stări de bază {\displaystyle \left\{\left|n\right\rangle \right\}}, care nu sunt în mod necesar stări proprii de energie. Pentru claritate, presupunem că ele sunt discrete, deci sunt ortonormate, adică:
{\displaystyle \langle n'|n\rangle =\delta _{nn'}.}
De notat că aceste stări de bază sunt presupuse a fi independente de timp. Presupunem că și Hamiltonianul este independent de timp.
Starea instantanee a sistemului la timpul t, {\displaystyle \left|\psi \left(t\right)\right\rangle }, poate fi dezvoltată în termenii acestor stări de bază, adică:
{\displaystyle |\psi (t)\rangle =\sum _{n}a_{n}(t)|n\rangle }
în care
{\displaystyle a_{n}(t)=\langle n|\psi (t)\rangle .}
Coeficienții an(t) sunt variabile complexe și le putem trata drept coordonate care specifică starea sistemului, precum coordonatele de poziție și cele ale momentului, specificate într-un sistem clasic. Ca și coordonatele clasice, acestea nu sunt în general constante în timp, iar dependența lor față de timp dau creșterea sistemului ca un tot în funcție de timp.
Valoarea scontată a Hamiltonianului acestei stari, care reprezintă valoarea medie a energiei, este:
{\displaystyle \langle H(t)\rangle \ {\stackrel {\mathrm {def} }{=}}\ \langle \psi (t)|H|\psi (t)\rangle =\sum _{nn'}a_{n'}^{*}a_{n}\langle n'|H|n\rangle }
în care ultima egalitate a fost obținută prin extinderea {\displaystyle \left|\psi \left(t\right)\right\rangle } în termenii stărilor de bază.
Fiecare termen an(t) corespunde de fapt la două grade de libertate independente, deoarece variabila are atât parte reală cât și imaginară. Ne folosim acum de următorul artificiu: în loc să folosim părțile reală și imaginară ca variabile independente, folosim an(t) și conjugata complexă an*(t) ca variabile independente. Cu această alegere a variabilelor independente, putem calcula derivatele parțiale:
{\displaystyle {\frac {\partial \langle H\rangle }{\partial a_{n'}^{*}}}=\sum _{n}a_{n}\langle n'|H|n\rangle =\langle n'|H|\psi \rangle }
Aplicând ecuația lui Schrödinger și folosindu-ne de ortonormalitatea stărilor de bază, aceasta se reduce la:
{\displaystyle {\frac {\partial \langle H\rangle }{\partial a_{n'}^{*}}}=\mathrm {i} \hbar {\frac {\partial a_{n'}}{\partial t}}}
Similar, putem arăta că:
{\displaystyle {\frac {\partial \langle H\rangle }{\partial a_{n}}}=-\mathrm {i} \hbar {\frac {\partial a_{n}^{*}}{\partial t}}}
Dacă definim variabilele momentului conjugat πn prin:
{\displaystyle \pi _{n}(t)=\mathrm {i} \hbar a_{n}^{*}(t)}
Atunci, ecuațiile de mai sus devin:
{\displaystyle {\frac {\partial \langle H\rangle }{\partial \pi _{n}}}={\frac {\partial a_{n}}{\partial t}}\quad ,\quad {\frac {\partial \langle H\rangle }{\partial a_{n}}}=-{\frac {\partial \pi _{n}}{\partial t}}}
care cu sigurantă au forma ecuațiilor lui Hamilton, având {\displaystyle a_{n}\!} drept coordonate generalizate, {\displaystyle \pi _{n}\!} drept moment conjugat, iar {\displaystyle \langle H\rangle } înlocuind Hamiltonianul clasic.